# حسابداری مدیریت
حسابداری مدیریت یا حسابداری مدیریتی بر استفاده از اطلاعات حسابداری برای مدیران در سازمان‌ها، جهت مهیا کردن آن‌ها برای تصمیم سازی کسب و کار آگاهانه تأکید دارد که به آن‌ها اجازه می‌دهد تا کارکردهای کنترل و مدیریت‌شان را بهتر تجهیز نمایند.

## خصوصیات اطلاعات حسابداری مدیریتی
در مقابل اطلاعات حسابداری مالی، اطلاعات حسابداری مدیریتی این خصوصیات را دارند:
- در درجه اول نگاه رو به آینده دارند، به جای تاریخی (نگاه به گذشته).
- برای پشتیبانی از تصمیم‌گیری به‌طور کلی مبتنی بر مدل با درجه‌ای از انتزاع هستند، به جای مبتنی بودن بر مورد.
- برای استفاده در سازمان طراحی شده و در نظر گرفته شده‌اند، به جای اینکه برای استفاده ذینفعان، بستانکاران، و قانونگذار در نظر گرفته شده باشد.
- معمولاً محرمانه بوده و توسط مدیران استفاده می‌شود تا گزارشگری عمومی
- با ارجاع به احتیاجات مدیران محاسبه می‌شود، و اغلب توسط سامانه‌های اطلاعات مدیریت استفاده می‌شود، نه با ارجاع به استانداردهای عمومی حسابداری مالی.
- برخلاف حسابداری مالی، در حسابداری مدیریت اطلاعات صرفاً بر اساس واحد پولی ارائه نمی‌شوند. بلکه اطلاعات می‌توانند به صورت سایر واحدهای اندازه‌گیری نظیر وزن و تعداد ارائه شوند.
- دوره گزارشگری در حسابداری مالی معمولاً بلندمدت (سالانه، شش ماه و سه‌ماهه) است، اما در حسابداری مدیریت گزارشها کوتاه مدت (روزانه، هفتگی و ماهانه) ارائه می‌شود.
- اطلاعات حسابداری مالی عمدتاً بر کیفیت قابل اتکا بودن، تکیه دارند و در مقابل اطلاعات حسابداری مدیریت بر کیفیت مربوط بودن تکیه دارند.

## تعریف

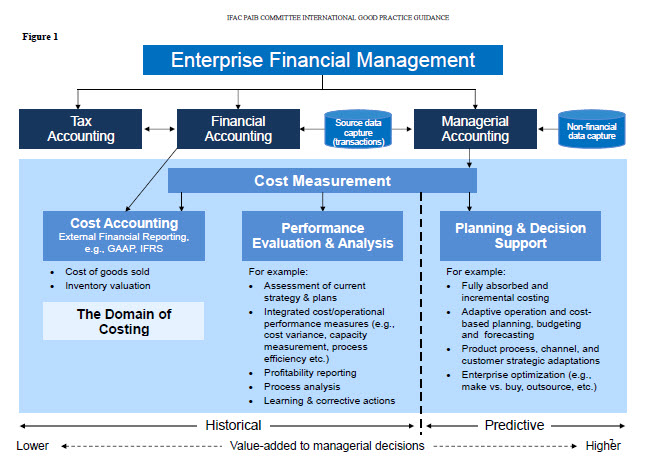
آیفک از تعریف مدیریت مالی سازمانی از سه حوزه گسترده استقبال می‌کند:حسابداری بها، تجزیه و تحلیل و ارزیابی عملکرد، برنامه‌ریزی و پشتیبانی از تصمیم‌گیری. Copyright July 2009, International Federation of Accountants

به گفته انجمن حسابداران خبره مدیریت (سی‌آی‌ام‌ای)، "حسابداری مدیریت فرایند تعریف، اندازه‌گیری، تجمیع، تجزیه و تحلیل، مهیاسازی، تفسیر و تبادل اطلاعات مورد استفاده مدیریت جهت برنامه‌ریزی، ارزیابی و کنترل یک واحد تجاری و جهت اطمینان از استفاده مناسب و پاسخگویی به منابع شان می‌باشد. حسابداری مدیریت همچنین تهیه گزارشهای مالی را نیز برای گروه‌های غیرمدیریتی مانند ذینفعان، بستانکاران، سازمان‌های قانون‌گذار و مراجع مالیاتی را شامل می‌شود.
مؤسسه حسابداران رسمی آمریکا (ای آی سی پی ای) بیان داشته‌است که حسابداری مدیریت در عمل به گسترش در سه حوزه زیر می‌انجامد:
- مدیریت راهبردی – ارتقای نقش حسابدار مدیریت به عنوان یک شریک راهبردی در سازمان.
- مدیریت عملکرد – توسعه عملکرد تصمیم‌گیری کسب و کار و مدیریت عملکرد سازمان.
- مدیریت ریسک – مشارکت در چارچوب‌ها و شیوه‌ها برای شناسایی، اندازه‌گیری، مدیریت و گزارشگری ریسک‌ها و دستیابی به اهداف سازمان.

مؤسسه حسابداری خبره مدیریت (آی‌سی‌ام‌ای)، بیان می‌دارد "یک حسابدار مدیریت دانش و مهارت حرفه‌ای خود را در تهیه و ارائه اطلاعات مالی و سایر تصمیم‌ها به روشی به کار می‌گیرد که برای مدیریت در تدوین سیاست‌ها و در برنامه‌ریزی و کنترل عملیات مورد تعهدش یاری‌رسان باشد". بنابراین به حسابداران مدیریت در بین حسابداران به عنوان "ارزش آفرینان" نگاه می‌شود. آن‌ها بیشتر علاقه دارند به جلو نگاه کنند و تصمیماتی بگیرند که آینده سازمان را تحت تأثیر قرار خواهد داد، تا به ثبت تاریخی و رعایت (حفظ امتیاز) جنبه‌های حرفه‌ای؛ بنابراین دانش و تجربه حسابداری مدیریت می‌تواند از زمینه‌ها و کارکردهای درون یک سازمان به دست بیاید، مانند مدیریت اطلاعات، خزانه‌داری، حسابرسی کارایی، بازاریابی، ارزشیابی، قیمت‌گذاری، تدارکات و غیره.

## شیوه‌های سنتی در مقابل نوآورانه

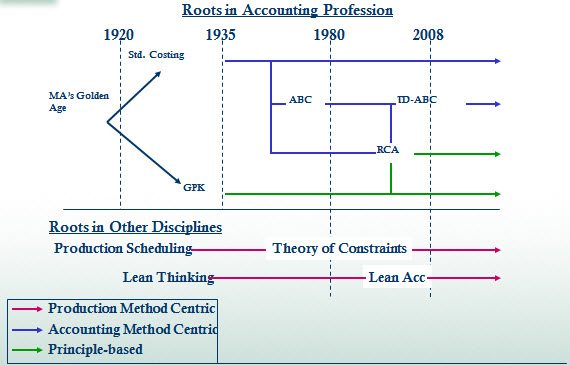
جدول زمانی بهایابی مدیریتی با اجازه نویسنده آ، وان در مروی استفاده شده حق نسخه برداری ۲۰۱۱ همه حقوق محفوظ است.

در حوزه حسابداری مدیریت اغلب تعداد نامحدودی از ابزار، روش‌ها، فنون و روال‌های شناور در اطراف وجود دارد.
تمایز بین شیوه‌های سنتی و نوآورانه را شاید بتوان با جدول زمانی تصویری روش‌های بهایابی مدیریتی ارائه شده در همرایزنی سالیانه ۲۰۱۱ مؤسسه حسابداران مدیریت به بهترین نحو نشان داده شود.
بهایابی استاندارد سنتی (تی‌اس‌سی)، که در حسابداری بهای قدیمی دهه ۱۹۲۰ استفاده می‌شده، امروزه نیز روش اصلی در حسابداری مدیریت محسوب می‌شود چون برای گزارشگری صورتهای مالی برای ارزشیابی اقلام ردیف‌های صورت سود و زیان و ترازنامه از قبیل بهای کالای فروخته شده (سی‌اوجی‌اس) و ارزشیابی موجودی کالا بکار می‌رود. بهایابی استاندارد سنتی باید با اصول پذیرفته شده عمومی حسابداری (گپ آمریکا) منطبق باشد و به جای ارائه راهکارهایی برای حسابداران مدیریت خود را بیشتر با الزامات حسابداری مالی تطابق دهد. روش‌های سنتی خود را به تعریف رفتار هزینه فقط در شرایط وجود حجم تولید یا فروش محدود می‌کنند.
در اواخر دهه ۱۹۸۰، شاغلین و اساتید حسابداری به شدت مورد انتقاد بودند که شیوه‌های حسابداری مدیریت (و، حتی بیشتر از آن، برنامه درسی تدریسی به دانشجویان حسابداری) با وجود تغییرات بنیادی در محیط کسب و کار، آخرین بار کمی بیش از ۶۰ سال گذشته تغییر کرده‌اند. در سال ۱۹۹۳، بیانیه شماره 4 هیئت تغییر آموزش حسابداری، اعضای هیئت علمی را به پایین آمدنشان از برج عاج خود فرا خواند و توصیه کرد دانش شان را در مورد شیوه واقعی حسابداری در محل کار گسترش دهند. موسسه‌های حرفه‌ای حسابداری، که شاید ترس از این داشتند که وجود حسابداران مدیریت به‌طور فزاینده‌ای در سازمان‌های کسب و کار بیهوده به نظر برسد، و متعاقباً منابع قابل توجهی را برای توسعه مهارت‌های خالقانه‌تر برای حسابداران مدیریت اختصاص دادند.
تحلیل واریانس یا وردایی، یک رویکرد نظام‌مند برای مقایسه هزینه‌های واقعی و بودجه شده مواد مستقیم و دستمزد استفاده شده در طول یک دوره تولید است. در حالیکه برخی از اشکال تحلیل وردایی هنوز توسط بسیاری از شرکت‌های تولیدی استفاده می‌شود، در حال حاضر گرایش به استفاده از آن به صورت ترکیبی با فنون نوآورانه‌ای مانند تحلیل بهای چرخه عمر و بهایابی مبتنی بر فعالیت متمایل شده، که با جنبه‌های خاص مورد. انتظار محیط کسب و کار تجاری نوین طراحی می‌شود از آنجا که تغییرات کوچک برای طراحی محصول می‌تواند منجر به صرفه‌جویی قابل توجهی در بهای تولید محصولات شود، بهایابی چرخه عمر به رسمیت می‌شناسد که توانایی مدیران جهت اثرگذاری بر بهای تولید یک محصول زمانی در بیشترین حد خود قرار دارد که این محصول هنوز در مرحله تولید چرخه عمر خود قرار دارد (به عنوان مثال، پیش از اینکه طراحی نهایی شود و تولید شروع شود).
بهایابی مبتنی بر فعالیت (ای‌بی‌سی) به رسمیت می‌شناسد که، در کارخانه‌های مدرن، بسیاری از هزینه‌های تولید با میزان 'فعالیت' تعیین می‌شود (به عنوان مثال، تعداد انجام تولید در هر ماه، و میزان زمان غیرفعال تجهیزات تولید) و بنابراین کلید کنترل مؤثر بها بهینه‌سازی بهره‌وری این فعالیت‌ها می‌باشد. بهایابی چرخه عمر و بهایابی مبتنی بر فعالیت هر دو تصدیق می‌کنند که، در یک کارخانه مدرن نمونه، اجتناب از رویدادهای مخل (مانند خرابی ماشین آلات و شکست‌های کنترل کیفیت) از اهمیت به مراتب بیشتری از (برای مثال) کاهش هزینه‌های. مواد اولیه برخوردار است همچنین بهایابی مبتنی بر فعالیت در زمان ارائه یک خدمت یا تولید یک جزء محصول از اهمیت دستمزد مستقیم به عنوان عامل هزینه ک استه و به جای فعالیت‌ها بر عوامل هزینه زا متمرکز می‌شود.
دیگر روشی که می‌توان به آن برای ایالات متحده به عنوان یک نوآوری نگاه کرد روش آلمانی گنزپلن کاستن ریچنانگ (جی‌پی‌کا) است. هرچند از اجرای آن در اروپا بیش از ۵۰ سال می‌گذرد، ولی نه به جی‌پی‌کا و نه به درمان مناسب 'ظرفیت بلااستفاده' گسترده در ایالات متحده عمل نشده؛ بنابراین جیپیکا و مفهوم ظرفیت استفاده‌نشده به آرامی در حال به رسمیت شناخته شدن در آمریکا بوده، و "می‌تواند به راحتی توسط استانداردهای ابالات متحده 'پیشرفته' محسوب شود".
امروزه یکی از شیوه‌های خلاقانه‌تر در دسترس، حسابداری مصرف منابع (آرسی‌ای) است. آرسی ای توسط اتحادیه بین‌المللی حسابداران (آیفک) به عنوان یک "رویکرد پیچیده در سطوح بالاتر از زنجیره فنون بهایابی " به رسمیت شناخته شده‌است چون توانایی استخراج هزینه‌ها را به صورت مستقیم از داده‌های منابع عملیاتی یا قرنطینه و اندازه‌گیری هزینه‌های ظرفیت استفاده‌نشده فراهم می‌کند. آرسی‌ای با در نظر گرفتن "بهترین ویژگی‌های رویکرد حسابداری مدیریت گنزپلن‌کاستن‌ریچنانگ (جی‌پی‌کا) و ترکیب آن با کاربرد عوامل هزینه مبتنی بر فعالیت در هنگام نیاز، مانند آنهایی که در بهایابی مبتنی بر فعالیت استفاده شده، حاصل می‌شود. با رویکرد آرسی ای، منابع و هزینه‌های آن‌ها به عنوان "مبنایی برای تقویت مدل‌سازی بها و پشتیبانی از تصمیم‌گیری مدیریتی در نظر گرفته می‌شود، به این دلیل که هزینه‌ها و درآمدهای یک سازمان همه تابعی از منابع و ظرفیتهای منحصربه‌فردی است که آن‌ها را تولید می‌کند".

## نقش درون شرکتی
امروزه همگام با سایر نقش‌ها در شرکت، حسابداران مدیریت یک ارتباط گزارشگری دوگانه دارند. به عنوان یک شریک تجاری راهبردی و ارائه دهنده اطلاعات مالی و عملیاتی مبنای تصمیم‌گیری، حسابداران مدیریت مسئول مدیریت گروه کسب و کار و در عین حال مکلف به گزارشگری ارتباط‌ها و مسئولیت‌ها به سازمان مالی شرکت نیز هستند.
از فعالیت‌های ارائه شده توسط حسابداران مدیریت، پیش‌بینی و برنامه‌ریزی، انجام تحلیل‌های وردایی، و بررسی و نظارت بر هزینه‌های ذاتی در کسب و کار فعالیت‌هایی هستند که پاسخگویی دوگانه را برای هر دوی گروه مالی و تیم کسب و کار ایجاب می‌کند. نمونه‌هایی از وظایفی که در آن‌ها پاسخگویی به تیم کسب و کار می‌تواند بیشتر از بخش مالی شرکت تداعی داشته باشد، توسعه و تدوین بها یابی جدید محصول، تحقیق در عملیات، سنجه‌ای محرک کسب و کار، ارزیابی متوازن مدیریت فروش، و تجزیه و تحلیل سودآوری مشتری هستند. در مقابل، تهیه گزارش‌های مالی خاص، انطباق داده‌های مالی با سامانه‌های منبع، و گزارشگری ریسک و مقررات از آنجا که با جمع‌آوری برخی اطلاعات مالی از همه بخش‌های شرکت حاصل می‌شوند، بیشتر برای گروه مالی شرکت کاربرد دارند.
در شرکت‌هایی که بیشتر سودشان را از اطلاعات اقتصادی حاصل می‌کنند، مانند بانک‌ها، صنعت چاپ و نشر، شرکت‌های مخابراتی و پیمانکاران دفاعی، هزینه‌های آی تی منبع قابل توجهی از مخارج غیرقابل کنترل هستند، که از حیث مقدار اغلب بزرگ‌ترین هزینه شرکت پس از مجموع هزینه‌های جبران کار و هزینه‌های مربوط به تملک دارایی هستند. یک کارکرد حسابداری مدیریت در چنین سازمان‌هایی همکاری نزدیک با بخش آی تی برای ارائه شفاف هزینه‌فناوری‌اطلاعات است.
با توجه به موارد فوق، یک نمای گسترده از پیشرفت مسیر شغلی حسابداری و مالی این است که حسابداری مالی سکوی پرتابی برای حسابداری مدیریت است. مطابق با مفهوم ایجاد ارزش، حسابداران مدیریت به تحریک موفقیت کسب و کار کمک می‌کنند در حالی‌که حسابداری مالی بیشتر یک مجاهدت رعایتی و تاریخی است.

## دیدگاه جایگزین
یک دیدگاه جایگزین نسبت به حسابداری مدیریت که بسیار به ندرت مطرح می‌شود این است که خنثی است یا دارای اثر خوش‌خیم در سازمان نیست، بلکه سازوکاری برای کنترل مدیریت از طریق نظارت است. این دیدگاه موقعیت حسابداری مدیریت را به خصوص در چارچوب نظریه کنترل مدیریت نشان می‌دهد. به بیان دیگر، اطلاعات حسابداری مدیریت ساز و کاری هستند که می‌تواند توسط مدیران به عنوان وسیله‌ای برای بازنگری کلی در ساختار داخلی سازمان جهت تسهیل در کارکردهای کنترلی شان درون یک سازمان مورد استفاده قرار گیرند.

## بهایابی مبتنی بر فعالیت (ای‌بی‌سی)
بهایابی مبتنی بر فعالیت برای اولین بار به روشنی در سال ۱۹۸۷ توسط رابرت اس. کاپالن و دابلیو. برانس به عنوان فصلی در کتابشان به نام «حسابداری و مدیریت: از منظر مطالعه میدانی» تعریف شد. آن‌ها در ابتدا روی صنعت تولید متمرکز شدند که در آن افزایش بهبود در بهره‌وری و فناوری نسبت هزینه‌های مستقیم دستمزد و سربار را کاهش، اما نسبت هزینه‌های غیرمستقیم را افزایش داده بود. برای مثال، افزایش خودکارسازی دستمزد که یک هزینه مستقیم بود را کاهش، ولی استهلاک را که یک هزینه غ یرمستقیم بود، افزایش داده بود.

## گنزپلن‌کاستن‌ریچنانگ(بهآلمانی:Grenzplankostenrechnung)(جی‌پی‌کا)
گنزپلن‌کاستن‌ریچنانگ یک روش‌شناسی بهایابی آلمانی است، که در اواخر دهه ۱۹۴۰ و ۱۹۵۰ توسعه یافته، و جهت ارائه یک برنامه منسجم و دقیق از نحوه محاسبه هزینه‌های مدیریتی و تسهیم آن‌ها به یک محصول یا خدمت طراحی شد. عبارت گنزپلن‌کاستن‌ریچنانگ، که به آن اغلب به صورت جی‌پی‌کا اشاره می‌شود، به بهترین نحو به صورت حسابداری بهای برنامه‌ریزی شده مدیریتی یا حسابداری و برنامه‌ریزی تحلیلی انعطاف‌پذیر بها ترجمه شده‌است.
خاستگاه نظری و عملی جی‌پی‌کا به هانس گئورگ پالوت (به آلمانی: Hans Georg Plaut)، یک مهندس خودرو و ولف گانگ کیلگر (به آلمانی: Wolfgang Kilger)، یک دانشگاهی برمیگردد، که با هدف دوجانبه شناسایی و ارائه یک روش‌شناسی پایدار جهت اصلاح و ارتقای اطلاعات حسابداری بها روی آن کار می‌کردند. جی‌پی‌کا در کتاب‌های درسی حسابداری بهای آلمانی بهایابی قابل انعطاف و تجزیه و تحلیل نقطه سربه‌سر منتشر شد، و امروزه در دانشگاه‌های آلمانی زبان تدریس می‌شود.

## حسابداری ناب (حسابداری برای سازمان ناب)
در اواسط تا اواخر دهه ۱۹۹۰ کتب مختلفی دربارهٔ حسابداری در سازمان ناب (شرکتهای در حال پیاده‌سازی عناصر سامانه تولید تویوتا) نوشته شده بود. عبارت حسابداری ناب طی این دوره نام‌گذاری شد. این کتاب‌ها مجادله داشتند که روش‌های حسابداری سنتی برای تولید انبوه مناسب تر هستند و تجربیات کسب و کار در تولید و خدمات سر- وقتی را پشتیبانی نمی‌کنند یا به خوبی اندازه‌گیری نمی‌کنند. این جنبش در اجلاس سران حسابداری ناب ۲۰۰۵ در دیربورن، میشیگان، ابالات متحده به یک نقطه اوج رسید. ۳۲۰ تن حضور داشتند و محاسن یک رویکرد جدید برای حسابداری در سازمان ناب را مورد بحث گذاشتند. ۵۲۰ تن نیز در دومین همایش سالانه در ۲۰۰۶ حضور داشتند.

## حسابداری مصرف منابع (آرسی‌ای)
حسابداری مصرف منابع (آرسی‌ای) به طو ر رسمی به عنوان یک رویکرد حسابداری مدیریت پویا، به‌طورکامل یکپارچه، مبتنی بر اصول، و جامع تعریف می‌شود که مدیران را به اطلاعات پشتیبان تصمیم‌گیری برای بهینه‌سازی سازمانی تجهیز می‌کند. آرسی‌ای به عنوان یک رویکرد حسابداری مدیریت در حدود سال ۲۰۰۰ پدیدار شد و پس از آن در سی ای ام - آی ائتلاف بین‌المللی تولید پیشرفته، در گروه مدافع آرسیای بخش مدیریت بها در CAM-I the Consortium for Advanced Manufacturing–International, in a Cost Management Section RCA interest group در دسامبر ۲۰۰۱ تدوین شد.
سه عنصر اصلی که RCA را قادر به پی ریزی بسیار متفاوت برای مدل هزینه‌های می‌کند بشرح زیر است:
- نظر منابع - منابع و هزینه‌های خود را به‌طور بنیادی به مدل‌سازی هزینه مناسب و پشتیبانی از تصمیم‌گیری در نظر گرفته شده. هزینه و درآمد سازمان مبتنی بر منابع ای است که آن‌ها را تولید می‌کند.
- مدل‌سازی بر اساس تعداد - تمام مدل با استفاده از مقادیر عملیاتی ساخته شده‌است. داده‌های عملیاتی پایه و اساس ایجاد ارزش و شاخص منجر به نتایج اقتصادی است.[۱۴]
- رفتار هزینه - ارزش به عنوان پوششی برای مدل بر اساس مقدار و هزینه است که با رفتارهای خود مقادیر منابع را مشخص و به عنوان ارزش ایجاد عملیات در یک سازمان به بها اضافه می‌شود.

## حسابداری ارزش افزوده
مهم‌ترین جهت‌گیری اخیر در حسابداری مدیریتی حسابداری ارزش افزوده است؛ که وابستگی فرایندهای تولید نوین را به رسمیت می‌شناسد و برای هر محصول، مشتری یا تامین‌کننده، ابزاری است برای اندازه‌گیری سهم هر واحد از منابع محدود.

## قیمت‌گذاری انتقالی
حسابداری مدیریت یک نظام کاربردی مورد استفاده در صنایع مختلف است و کارکردها و اصول خاص به دنبال آن می‌تواند بست ه به نوع صنعت متفاوت باشد. اصول حسابداری مدیریت در بانکداری تخصصی است اما برخی از مفاهیم بنیادی را دارد که در صنایع تولیدمحور یا خدمت محور مورد استفاده قرار می‌گیرد. برای مثال، قیمت گذاری انتقالی یک مفهوم مورد استفاده در تولید است اما در بانکداری هم کاربرد دارد؛ و یک اصل بنیادی است که در تسهیم ارزش و تخصیص درآمد به واحدهای مختلف کسب و کار استفاده می‌شود. اساساً قیمت‌گذاری انتقالی در بانکداری روش تخصیص ریسک نرخ بهره بانکی به منابع و مصارف مختلف مالی سازمان است؛ بنابراین، بخش خزانه داری شرکتی بانک وقتی به مشتریانشان وام می‌دهند هزینه‌های تأمین مالی را برای استفاده واحدهای کسب و کار از منابع بانکی به آن‌ها تخصیص می‌دهند. بخش خزانه داری همچنین بستانکاری تأمین مالی را به واحدهای تجاری که سپرده‌های (منابع) بانکی را برای بانک به ارمغان می‌آورند نیز تخصیص می‌دهد. با وجودی که این فرایند قیمت‌گذاری انتقال وجوه در درجه اول برای وام‌ها و پس‌اندازها ی واحدهای مختلف بانکی کاربرد دارد، ولی برای همه دارایی‌ها و بدهی‌های بخش کسب و کار بکار برده می‌شود. هنگامی که قیمت‌گذاری انتقالی بکار گرفته می‌شود و هر ثبت یا تعدیل حسابداری مدیریت دیگری به دفتر کل ارسال می‌شود (که معمولاً حساب‌های یادداشت هستند و در نتایج ثبتهای قانونی شامل نمی‌شوند)، واحدهای کسب و کار قادر خواهند بود نتایج مالی بخش‌بندی شده را که هم توسط کاربران داخلی و هم بیرونی برای ارزیابی عملکرد. استفاده می‌شوند، تولید کنند.